# II Римский кинофестиваль
2-й Римский международный кинофестиваль (итал. Festival Internazionale del Film di Roma) прошёл с 18 по 27 октября 2007 года. Жюри основного конкурса киносмотра возглавил югославский кинорежиссёр Данис Танович. Россия в конкурсной программе была представлена картиной «Монгол» Сергея Бодрова.
Главную награду фестиваля — «Марка Аврелия», получил фильм Джейсона Рейтмана «Джуно» (США).

## Жюри

### Основной конкурс
Жюри конкурса состояло из 50 непрофессиональных зрителей под председательством кинорежиссёра и писателя Данис Танович ( Босния и Герцеговина).

## Конкурсная программа

### Основной конкурс

#### Программа
| Название на русском языке | Название на языке оригинала | Режиссёр           | Производство                |
| Барселона, карта          | Barcelona, un mapa          | Вентура Понс       | Испания                     |
| Беспокойная Анна          | Caótica Ana                 | Хулио Медем        | Испания                     |
| То, что глаза мои видели  | Ce que mes yeux ont vu      | Лоран де Бартильят | Франция                     |
| Прошлое                   | El pasado                   | Эктор Бабенко      | Аргентина, Бразилия         |
| Беглец                    | Fugitive Pieces             | Джереми Подесва    | Канада, Греция              |
| Хафез                     | Hafez                       | Аболфазль Джалили  | Иран, Япония                |
| Джуно                     | Juno                        | Джейсон Рейтман    | США                         |
| Тайная любовь             | L’Amour caché               | Алессандро Капоне  | Люксембург, Бельгия, Италия |
| Приватный человек         | L’uomo privato              | Эмидио Греко       | Италия                      |
| Правильная дистанция      | La giusta distanza'         | Карло Маццакурати  | Италия                      |
| Второе суфле              | Le deuxieme souffle         | Ален Корно         | Франция                     |
| Ли Чун                    | Li Chun                     | Чжан Вэй Гу        | Китай                       |
| Монгол                    | Монгол                      | Сергей Бодров      | Казахстан, Россия, Германия |
| Запретная дорога          | Reservation Road            | Терри Джордж       | США                         |

#### Вне конкурса
- Анна Маньяни, римская волчица (Anna Magnani, lupa romana), режиссёр Жиль Жакоб ( Франция).
- Прежде чем узнает дьявол, ты умрешь (Before the Devil Knows You’re Dead), режиссёр Сидни Люмет ( США).
- У каждого своё кино (Chacun son cinéma), режиссёр AA. VV. ( Франция).
- Выпивка (L’abbuffata), режиссёр Миммо Калопрести ( Италия).
- Сельская площадь (La recta provincia), режиссёр Рауль Руис ( Чили,  Франция).
- Любить жизнь (Liebesleben), режиссёр Мария Шрадер ( Израиль,  Германия).
- Львы для ягнят (Lions for Lambs), режиссёр Роберт Редфорд ( США).
- Не курить (No Smoking), режиссёр Анураг Кашьяп ( Индия).
- Боязнь темноты (Peur(s) du noir), режиссёры Кристиан Хинкер, Чарльз Бёрнс, Мари Кайя, Пьер ди Шулло, Ричард Мак-Гвайр, Лоренцо Маттотти ( Франция).

### Премьера
| Название на русском языке | Название на языке оригинала | Режиссёр             | Производство             |
| Через Вселенную           | Across the Universe         | Джули Теймор         | США                      |
| Елизавета: Золотой век    | Elizabeth: The Golden Age   | Шехар Капур          | Великобритания           |
| Дни и облака              | Giorni e nuvole             | Сильвано Сольдини    | Италия, Швейцария        |
| В диких условиях          | Into the Wild               | Шон Пенн             | США                      |
| Третья мать               | La terza madre              | Дарио Ардженто       | Италия                   |
| Шум                       | Noise                       | Генри Бин            | США                      |
| Исполнение                | Rendition                   | Гэвин Худ            | США                      |
| Шёлк                      | Seta                        | Франсуа Жирар        | Канада, Италия, Япония   |
| Князья                    | The Dukes                   | Роберт Дэйви         | США                      |
| То, что сгорело           | Things We Lost in the Fire  | Сюзенн Бьер          | США                      |
| Молодость без молодости   | Youth Without Youth         | Фрэнсис Форд Коппола | Румыния, Франция, Италия |

### Неигровое кино

#### Другой взгляд
| Название на русском языке              | Название на языке оригинала             | Режиссёр                                                       | Производство                                                     |
| Аушвиц 2006                            | Auschwitz 2006                          | Саверио Костанцо                                               | Италия                                                           |
| Рождение                               | Börn                                    | Рагнар Брагасон                                                | Исландия                                                         |
| Клинт Иствуд, свободный стрелок        | Clint Eastwood, le franc tireur         | Макл Генри Уилсон                                              | Франция                                                          |
| Женщины — убийцы                       | Donne assassine                         | Герберт Симоне Параньяни                                       | Италия                                                           |
| Доктор Плонк                           | Dr. Plonk                               | Рольф Де Хир                                                   | Австралия                                                        |
| Запретная ложь                         | Forbidden Lie$                          | Анна Бройновски                                                | Австралия                                                        |
| Родители                               | Foreldrar                               | Рагнар Брагансон                                               | Исландия                                                         |
| Дома                                   | Heima                                   | Дин Де Блойс                                                   | Исландия                                                         |
| В тюрьме всю мою жизнь                 | In Prison My Whole Life                 | Марк Эванс                                                     | Великобритания                                                   |
| Галстук                                | La Cravate                              | Алехандро Ходоровски                                           | Франция                                                          |
| Позиция льва в постели                 | La Position du lion couché              | Мари Хименес                                                   | Бельгия                                                          |
| Тени айсберга                          | La sombra del iceberg                   | Рауль Рибенбауэр, Гуго Доменек                                 | Испания                                                          |
| Груши Адама                            | Le Pere di Adamo                        | Гвидо Кьеза                                                    | Италия, Франция, Дания, Швейцария                                |
| Манда Бала                             | Manda Bala                              | Джесон Кон                                                     | США                                                              |
| Намибия: борьба за освобождение        | Namibia: The Struggle for Liberation    | Чарльз Бёрнетт                                                 | США                                                              |
| Прирождённая звезда                    | Natural Born Star                       | Эвен Бенестад                                                  | Норвегия                                                         |
| Новое домашнее видео от Lower 9th Ward | New Home Movies from the Lower 9th Ward | Джонатан Демме                                                 | США                                                              |
| Ничто так не кажется                   | Niente è come sembra                    | Франко Баттьято                                                | Италия                                                           |
| Святые слова                           | Parole sante                            | Асканио Челестини                                              | Италия                                                           |
| Фотокэлл                               | Photocall                               | Алессандро Лунарделли                                          | Италия                                                           |
| Поп Череп                              | Pop Skull                               | Адам Уингард                                                   | США                                                              |
| Такси на Темную Сторону                | Taxi to the Dark Side                   | Алекс Гибни                                                    | США                                                              |
| Врата                                  | The Gates                               | Антонио Феррара, Альберт Мейслс, Мэттью Принзинг, Дэвид Мейслс | США, Финляндия, Канада, Франция, Германия, Австралия, Нидерланды |
| Король Конга: пригорошня кварталов     | The King of Kong: A Fistful of Quarters | Сет Гордон                                                     | США                                                              |
| Последний Лир                          | The Last Lear                           | Ритупарно Гош                                                  | Индия                                                            |
| Непредвиденное                         | The Unforeseen                          | Лора Данн                                                      | США                                                              |
| Вселенная Кита Харинга                 | The Universe of Keith Haring            | Кристина Клаузен                                               | Италия, Франция                                                  |
| Транс-освобождение ака сердец в цепях  | Trans-Liberanti aka Cuori in catene     | Маурицио Ианелли, Марко Пенсо                                  | Италия                                                           |
| Война/Танец                            | War/Dance                               | Шон Файн, Андреа Никс-Файн                                     | США                                                              |
| Во Рухуасийу де Эрзи                   | Wo Ruhuasiyu de Erzi                    | Цуй Жи'эн                                                      | Китай                                                            |
| 9/11: Расследование с нуля             | Zero — Inchiesta sull’11 settembre      | Франко Фракасси, Франческо Тренто                              | Италия                                                           |

### Актёрская работа

#### Дань уважения Софи Лорен
- Графиня из Гонконга (итал. La contessa di Hong Kong) (1967).
- Среди странников (англ. Between Strangers) (2002).
- Бокаччо 70 (итал. Boccaccio '70) (1962).
- Кровавое убийство двух мужчин из-за вдовы, подозреваются политические мотивы (итал. Fatto di sangue fra due uomini per causa di una vedova, si sospettano moventi politici) (1978).
- Подсолнухи (итал. I girasoli) (1970).
- Вчера, сегодня, завтра (итал. Ieri, oggi, domani) (1963).
- Золото Неаполя (итал. L'oro di Napoli) (1954).
- Чочара (итал. La ciociara) (1960).
- Мадам Сен-Жон (фр. Madame Sans-Gêne) (1961).
- Брак по-итальянски (итал. Matrimonio all'italiana) (1964).
- Хлеб, любовь и… (итал. Pane, amore e...) (1955).
- Жаль, что она плохая (итал. Peccato che sia una canaglia) (1954).
- Особенный день (итал. Una giornata particolare) (1977).

#### Актёрская мастерская
- Алиса здесь больше не иживет (Alice Doesn’t Live Here Anymore), режиссёр Мартин Скорсезе.
- Чёрный, как я (Black Like Me), режиссёр Карл Лернер.
- Далее мимо (Coming Apart), режиссёр Милтон Мозес Гинсберг.
- Возвращение домой (Coming Home), режиссёр Хэл Эшби.
- Голландец (Dutchman), режиссёр Энтони Харвей.
- Клют (Klute), режиссёр Алан Дж. Пакула.
- Полночный ковбой (Midnight Cowboy), режиссёр Джон Шлезингер.
- Сладкоголосая птица юности (Sweet Bird of Youth), режиссёр Ричард Брукс.
- Охота (The Chase), режиссёр Артур Пенн.
- Выпускник (The Graduate), режиссёр Майк Николс.
- Последний киносеанс (The Last Picture Show), режиссёр Питер Богданович.
- Неприкаянные (The Misfits), режиссёр Джон Хьюстон.
- Паника в Нидл Парк (The Panic in Needle Park), режиссёр Джерри Шацберг.
- Ростовщик (The Pawnbroker), режиссёр Сидней Люмет.
- Народ дождя (The Rain People), режиссёр Фрэнсис Форд Коппола.

### Специальные программы
- Оркестр Пьяцца Витторио: хроника возвращения (L’Orchestra di Piazza Vittorio: I diari del Ritorno), режиссёры Алессандро Роццетто, Леонардо Ди Констанцо ( Италия).
- Видеоарт: актёры / участники (Videoarte: Attori / Spettatori), режиссёр AA. VV. ( Италия).

#### Дань уважения
- Однажды на Западе (C’era una volta il West), режиссёр Серджо Леоне ( Италия), ( США).
- Чао, Марко (Ciao Marco), режиссёр Сильвана Палумбьери ( Италия).
- Я был самым высокооплачиваемым режиссёром в Италии (Ero il regista più pagato d’Italia), режиссёр Джузеппе Торнаторе ( Италия).
- Хорёк из Венеции (Il furetto di Venezia), режиссёр Габриэлла Кристиани ( Италия).
- Путешествие с Патрицией (In viaggio con Patrizia), режиссёр Альберто Грифи ( Италия).
- Аудиенция (L’udienza), режиссёр Марко Феррери ( Италия), ( Франция).
- Гнев (La rabbia) режиссёры Пьер Паоло Пазолини, Джованни Гварески ( Италия).
- Марко Феррери, режиссёр, пришедший из будущего (Marco Ferreri, il regista che venne dal futuro), режиссёр Марио Канале ( Италия).
- Радиотото, телетото (Radiototò, teletotò), режиссёр Сильвана Палумбьери ( Италия).
- Тото и Каролина (Totò e Carolina), режиссёр Марио Моничелли ( Италия).
- Аль Хал (Al Hal), режиссёр Ахмед Эль Мааноуни ( Марокко).
- Князь по имени Тото (Un principe chiamato Totò), режиссёр Фабрицио Беррути ( Италия).

#### Эссе
- Там, где течет река (A River Runs Through It), режиссёр Роберт Редфорд ( США).
- Аангхота чаап (Aanghotha chaap), режиссёр Сай Паранджпай ( Индия).
- Адми аут аурат (Admi aut aurat), режиссёр Тапан Синха ( Индия).
- Вся президентская рать (All the President’s Men), режиссёр Алан Дж. Пакула ( США).
- Приходить и уходить (Andare e venire), режиссёр Джузеппе Бертолуччи ( Италия).
- Апараджито (Aparajito), режиссёр Сатьяджит Рай ( Индия).
- Апу Сансар (Apu Sansar), режиссёр Сатьяджит Рай ( Индия).
- Аркан (Arcana), режиссёр Джулио Квести ( Италия).
- Чаалчитра (Chaalchitra), режиссёр Мринал Сен ( Индия).
- Чакра (Chakra), режиссёр Дхармарадж Рабинда ( Индия).
- Те, кто потерял работу (Chi lavora è perduto), режиссёр Тинто Брасс ( Италия).
- Горячий до красна (Colpo rovente), режиссёр Пьеро Дзуффи ( Италия).
- Горный рейсер (Downhill Racer), режиссёр Майкл Ричи ( Италия).
- После испытания (Efter Repetitionen), режиссёр Ингмар Бергман ( Франция), ( Италия).
- Эк дин ачанак (Ek din achanak), режиссёр Мринал Сен ( Индия).
- Фашист (Fascista), режиссёр Нико Нальдини ( Италия).
- Остановите мир…хочу сойти! (Fermate il mondo… voglio scendere!), режиссёр Джанкарло Кобелли ( Италия).
- Славные парни (Goodfellas), режиссёр Мартин Скорсезе ( США).
- Гудия (Gudia), режиссёр Гоутам Гхош ( Индия).
- Гавана (Havana), режиссёр Сидней Поллак ( США).
- Шаг (эп. из Превратности любви) (Il passo (ep. Amori pericolosi)), режиссёр Джулио Квести ( Италия).
- Молчание — соучастие (Il silenzio è complicità) режиссёр Лаура Бетти ( Италия).
- Время работы / время отдыха (Il tempo lavorativo/il tempo libero), режиссёр Тинто Брасс ( Италия).
- Непочтительный ФЕРРЕРИ (Irriverente FERRERI), режиссёр Мейт Карпио ( Италия).
- Месть на Рождество (La rivincita di Natale), режиссёр Пупи Авати ( Италия).
- Здоровые и больные (Бедные умирают первыми) (La salute è malata (I poveri muoiono prima)), режиссёр Бернардо Бертолуччи ( Италия).
- Грязные улицы (Mean Streets), режиссёр Мартин Скорсезе ( США).
- Нью-Йорк, Нью-Йорк (New York, New York), режиссёр Мартин Скорсезе ( США).
- От самого сердца (One from the Heart), режиссёр Фрэнсис Форд Коппола ( США).
- Паар (Paar), режиссёр Гоутам Гхош ( Индия).
- Падма надир махдж (Padma nadir mahj), режиссёр Гоутам Гхош ( Индия).
- Патер Панчали (Pather Panchali), режиссёр Сатяджит Рай ( Индия).
- Рай (Ray), режиссёр Гоутам Гос ( Индия).
- Саалам Бомбей (Saalam Bombay), режиссёр Мира Нейр ( Индия).
- Стенли и Айрис (Stanley & Iris), режиссёр Мартин Ритт ( США).
- На мосту, размахивая белым флагом (Sul ponte sventola bandiera bianca) режиссёры Ким Аркалли, Джанни Скарабелло ( Италия).
- Супервиктор — Август 96-го (Superviktor — Agosto '96), режиссёр Франко Реа ( Италия).
- Возраст невинности (The Age of Innocence), режиссёр Мартин Скорсезе ( США).
- Крестный отец: часть III (The Godfather: Part III), режиссёр Фрэнсис Форд Коппола ( США).
- Король комедии (The King of Comedy), режиссёр Мартин Скорсезе ( США).
- Последнее искушение Христа (The Last Temptation of Christ), режиссёр Мартин Скорсезе ( США).
- Последний вальс (The Last Waltz), режиссёр Мартин Скорсезе ( США).
- Утро после (The Morning After), режиссёр Сидней Люмет ( США).
- Подлинный (The Natural), режиссёр Барри Левинсон ( США).
- Новый мир (The New World), режиссёр Терренс Малик ( США).
- Тонкая красная линия (The Thin Red Line), режиссёр Терренс Малик ( США).
- Три дня Кондора (Three Days of the Condor), режиссёр Сидней Поллак ( США).
- Последнее танго в Париже (Ultimo tango a Parigi), режиссёр Бернардо Бертолуччи ( Италия).
- Забрински Пойнт (Zabriskie Point), режиссёр Микеланджело Антониони ( США).

### Детское кино

#### Премьера
| Название на русском языке                   | Название на языке оригинала              | Режиссёр        | Производство |
| Винкс Клаб — секрет потерянного королевства | Winx Club — Il segreto del regno perduto | Иджинио Страффи | Италия       |
| По мановению волшебной палочки              | Come d’incanto                           | Кевин Лима      | США          |
| Музыка в сердце                             | La musica nel cuore                      | Кирстен Шеридан | США          |

#### Младше 12 лет
| Название на русском языке                     | Название на языке оригинала            | Режиссёр        | Производство     |
| Имеешь мечты, готовься страствовать           | Have Dreams, Will Travel               | Брэд Айзекс     | США              |
| И когда ты в последний раз видел своего отца? | And When Did You Last See Your Father? | Ананд Такер     | Великобритания   |
| Выбор Коннора                                 | Choose Connor                          | Люк Эберль      | США              |
| Мама во главе                                 | La Tête de maman                       | Карин Тардье    | Франция          |
| Ноонбушин Нарае                               | Noonbushin Narae                       | Квангу Су Парк  | Республика Корея |
| Разные части                                  | Partes usadas                          | Аарон Фернандес | Мексика          |
| Сентябрь                                      | September                              | Питер Карстейрс | Австралия        |

#### Старше 12 лет
| Название на русском языке  | Название на языке оригинала        | Режиссёр             | Производство               |
| Холст                      | Canvas                             | Джозеф Доминик Греко | США                        |
| Под осколками Будды        | Buda az sharm foru rikht           | Хана Махмальбаф      | Иран, Франция              |
| Току но Сора ни Кета       | Toku no Sora ni Kieta              | Исао Юкисада         | Япония                     |
| Под той же луной           | La misma luna                      | Патрисия Ригген      | Мексика, США               |
| Выжить среди волков        | Survivre avec les loups            | Вера Бельмонт        | Франция, Бельгия, Германия |
| Шохд — Недоступная вершина | Seachd — The Inaccessible Pinnacle | Саймон Миллер        | Шотландия                  |
| Замок в Испании            | Un Chateau en Espagne              | Изабель Доваль       | Франция                    |

### Новая киносеть
| Название на русском языке          | Название на языке оригинала        | Режиссёр           | Производство             |
| Апрель                             | Avril                              | Жеральд Уста-Матье | Франция                  |
| Экс ударник                        | Ex Drummer                         | Коэн Мортье        | Бельгия                  |
| Хрупкая                            | Fragile                            | Лоран Негре        | Швейцария                |
| Неожиданно, люди и места уединений | Inatteso, uomini e luoghi d’esilio | Доминик Дистило    | Италия                   |
| Я другой                           | Io l’altro                         | Мохсен Меллити     | Италия                   |
| Класс                              | Klass                              | Ильмар Рааг        | Эстония                  |
| Оркестр Пьяцца Витторио            | L’orchestra di Piazza Vittorio     | Ферренте Агостино  | Италия                   |
| Мадейнуса                          | Madeinusa                          | Клаудиа Льоса      | Испания, Перу            |
| Мать                               | Müetter                            | Доминик Линхард    | Франция                  |
| Чистая кровь                       | Pura sangre                        | Лев Рикарди        | Испания, Аргентина       |
| Сила и честь                       | Strength and Honour                | Марк Махон         | Ирландия                 |
| Конокрады                          | Voleurs de chevaux                 | Миша Вальд         | Бельгия, Франция, Канада |
| То, что считается в конце          | Was am Ende zählt                  | Юлия фон Хайнц     | Германия                 |
| Восстановление                     | Z odzysku                          | Славомир Фабицки   | Польша                   |

### Индия в фокусе
- Ганди, отец мой (Gandhi My Father), режиссёр Фероз Хан ( Индия).
- Гуру (Guru), режиссёр Мани Ратнам ( Индия).
- Хоя Хоя Чанд (Khoya Khoya Chand), режиссёр Судхир Мишра ( Индия).

## Награды

### Главные призы
- Марк Аврелий — Джейсон Рейтман, «Джуно» ( США).
- Премия в номинации Лучшая женская роль — Джанг Вэнли («Ли Чунь», Джан Вэй Гу) ( Китай).
- Премия в номинации Лучшая мужская роль — Раде Сербедзиджа («Беглец», Джереми Подесва) ( Канада,  Греция).
- Специальный приз жюри — Аболфазль Джалили, Хафез ( Иран,  Япония).

### Прочие награды
- Премия Fastweb в номинации Премьера — Шон Пенн, «В диких условиях» ( США).
  - Премия Fastweb Специальное упоминание — Сильвио Сольдини, «Дни и облока» ( Италия,  Швейцария).
- Премия L.A.R.A. (Libera Associazione Rappresentanti Artisti, президент Мойра Маццантини) в номинации Лучшее исполнение в итальянском кино — Джузеппе Баттистон («Правильная дистанция», Карло Маццакурати) ( Италия).
- Премия Cult в номинации Неигровой фильм — Анна Бройновски, «Запретная ложь» ( Австралия).
  - Премия Cult Специальное упоминание — Джейсон Кон, «Манда Бала» ( США).
- Премия Enel Cuore за лучший документальный фильм на актуальную социальную тему в номинации Неигровой фильм — Шон Файн, Андреа Никс-Файн, «Война / Танец» ( США).
- Премия Alice nella città в номинации Детское кино младше 12 лет — Джозеф Доминик Греко, «Холст» ( США).
- Премия Alice nella città в номинации Детское кино старше 12 лет — Кванг Су Парк, «Ноонбушин Нарае» ( Республика Корея).

## События и итоги
На этом фестивале остро встал вопрос о месте Римского кинофестиваля в чреде международных кинофорумов и среди кинофестивалей Италии. В официальном сообщении руководства кинофестиваля говорится, что за время его проведения работало 670 кинопроекторов на 33 экранах, было продано 62 000 билетов. Около 600 000 человек побывали на различных мероприятиях в фестивальном центре Villaggio e delle Mostre.